# انتخابات الرئاسة الباكستانية 2008
انتخابات الرئاسة الباكستانية 2008 هي الانتخابات الرئاسية التي جرت في 6 سبتمبر 2008، في باكستان، لانتخاب رئيس باكستان، فاز بالانتخابات آصف علي زرداري.